# Koninklijke Nederlandse Toonkunstenaars Vereniging
De Koninklijke Nederlandse Toonkunstenaars Vereniging (KNTV) is een voormalige, in 1875 door Gustaaf Adolf Heinze opgerichte, Nederlandse belangenvereniging voor uitvoerende musici, muziekdocenten en componisten.

## Werkveld
De rol van de KNTV was advies te geven en haar leden te begeleiden in de beroepspraktijk. De KNTV richtte zich daarbij op allerlei praktische aspecten, zoals belastingen en ondernemerschap, lescontracten, beurzen, cao's en juridische aspecten die voor beroepsmusici van belang kunnen zijn. De vereniging bood de mogelijkheid tot rechtstreekse of telefonische consulten aan haar leden, organiseerde workshops en lezingen, gaf een tijdschrift uit en stelde folders verkrijgbaar met advies-lestarieven voor muziekdocenten en adviestarieven voor repetitoren, dirigenten en studiomuzikanten.
Het KNTV-tijdschrift was tot 1961/1962 het blad Samenklank, later KNTV Magazine.
Het kantoor van de KNTV was gevestigd in Amsterdam.
Een aan de KNTV verwante organisatie is de Nederlandse Toonkunstenaarsbond (Ntb). De KNTV en Ntb waren de enige twee organisaties die als vakbonden voor musici en componisten werden erkend. De KNTV, vooral gespecialiseerd in muziekonderwijs, was in tegenstelling tot de NTB geen partij bij bijvoorbeeld de cao voor orkestenmedewerkers.

## Faillissement
Bij vonnis van de Rechtbank Amsterdam verkeerde de KNTV sinds 14 maart 2013 in faillissement. Op 3 april 2014 vond de verificatievergadering plaats. De rechter-commissaris oordeelde dat de oproeping tot de Algemene Ledenvergadering van 7 november 2013 niet voldeed aan de statutaire eisen en dat het tijdens die vergadering gekozen bestuur daarom niet rechtsgeldig was gekozen. Het aanbod-crediteurenakkoord van dit bestuur werd daarom afgewezen, aangezien dit alleen door het rechtmatig bestuur kon worden ingediend. Een doorstart was daarmee uitgesloten. De rechtspersoon KNTV is, bij gebrek aan baten, opgehouden te bestaan met ingang van 5 januari 2015.